# Drahotuše (stacja kolejowa)
Drahotuše – stacja kolejowa w Hranicach (w dzielnicy Drahotuše), w kraju ołomunieckim, w Czechach. Znajduje się na wysokości 270 m n.p.m. i leży na linii kolejowej nr 270.